# Ribera de Guilherme

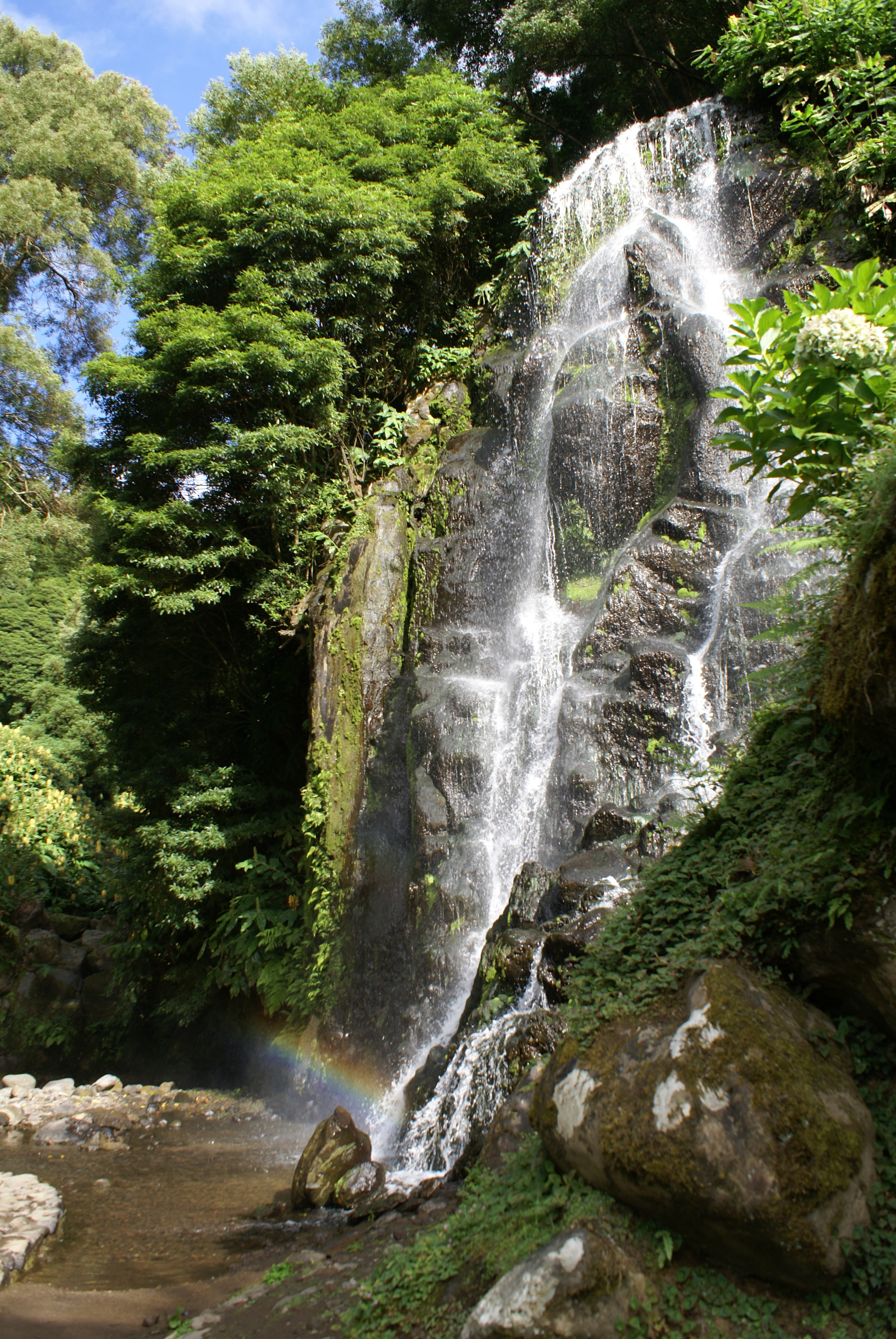
Jardí Botànic de la Ribera de Guilherme, cascada

La Ribera de Guilherme és un curs d'aigua situat al municipi del Nord-est, a l'illa de Sâo Miguel, a l'arxipèlag d'Açores.
Aquest curs d'aigua naix a 900 m d'altitud, a la serra de Tronqueira.
La seua conca hidrogràfica prou extensa rep les aigües d'alguns afluents que també naixen al contrafort de la serra de Tronqueira, sobretot al Pico Verde, a més d'altres que naixen als vessants del Pico da Vara.
Rep també un afluent de l'alt de Malhada i dona forma al Jardí Botànic de la Ribera de Guilherme.
Desaigua a l'Atlàntic, a la costa propera a la localitat de Lomba da Fazenda.
Al llarg del seu recorregut hi ha dues mini preses per obtenir d'aigua d'ús humà.

## Referència
- 1-Mapa dos Açores, Série Regional, 5º Ediçâo, ISBN 978-989-556-071-4.